# Beatrice Foods
Beatrice Foods, anciennement Beatrice Creamery Company, était une multinationale américaine qui possédait de nombreuses marques commerciales internationalement connues, comme Tropicana, Playtex, Samsonite, Culligan ou encore Avis.

## Historique
Beatrice Foods est fondée en 1894 sous le nom de Beatrice Creamery Company à Beatrice dans le Nebraska. À l'origine, l'entreprise vend des produits de la ferme (œufs, lait, beurre). Après avoir connu un important développement, elle entame à partir des années 1950 une croissance externe en prenant le contrôle de nombreuses entreprises, telles que Dannon en 1959 (entreprise de yaourts créée par Isaac Carasso, également fondateur de Danone en France), Tropicana en 1978 ou Esmark en 1984 (qui possédait Playtex et Avis).
Dans les années 1980, c'est un conglomérat qui exerce dans des domaines aussi variés que la confiserie, l'industrie chimique, l'embouteillage d'eau ou de Coca-Cola, l'électronique, le textile... Beatrice Foods est à l'origine du lancement en France de Tropico, une boisson à l'eau de source et aux fruits, en 1982. Elle venait alors de prendre le contrôle d'une petite entreprise française — la société Jérôme — qui fabriquait une boisson au chocolat, Choky.
En 1986, elle est rachetée selon le procédé de Leveraged buyout (LBO) par le fonds d'investissements KKR, qui  sépare les différentes branches du groupe pour les revendre séparément. La branche agroalimentaire internationale est acquise selon le même procédé en octobre de l'année suivante par TLC Group L. P., une firme de capital à risque fondée en 1983 par Reginald Francis Lewis, pour un montant de 985 millions de dollars, la nouvelle entité prenant le nom de TLC Beatrice International Holdings.
En 1989, TLC Beatrice devient actionnaire majoritaire du distributeur maxidiscompte Leader Price, fondé l'année précédente par le français Jean Baud.
Le 19 janvier 1993, Reginald F. Lewis décède d'une tumeur cérébrale. Sa veuve, Loïda Lewis, reprend alors les rênes de l'entreprise. 
En 1995, Unilever reprend le contrôle des marques Tropico et Choky en se portant acquéreur de 51% des parts de la société Jérôme.
En septembre 1997, le groupe Casino rachète Leader Price, soit 250 magasins, pour un montant de 573 millions de dollars à TLC Beatrice.
La société est totalement démembrée en 1999 et disparaît.